# Arthur Steiner (Journalist)
Arthur Steiner (auch Artur Steiner, geboren  31. März 1896 in Wien, Österreich-Ungarn; gestorben 28. Dezember 1983 in München) war ein österreichischer Journalist.

## Leben
Arthur Steiner war Fußballspieler beim Wiener AC. Er studierte von 1916 bis 1919 Rechtswissenschaften an der Universität Wien. Er arbeitete seit 1915 bei der Illustrierten Kronen-Zeitung, vor allem als Sportjournalist, und rückte in der Redaktion zum stellvertretenden Chef vom Dienst auf. Unter dem Herausgeber Leo Gorlitz schrieb er 1919 für das kurzlebige Sportblatt am Mittag. Im Jahr 1921 fungierte Steiner als Vereinssekretär des SC Hakoah Wien. Ab 1924 gehörte er dem Vorstand der neu gegründeten Association Internationale de la Presse Sportive als Beisitzer an. Er berichtete 1932 vom Spiel des Wunderteams gegen England in London und veröffentlichte die Berichte in einem Büchlein. Nach dem Anschluss Österreichs 1938 wurde er als Jude fristlos bei der Kronen-Zeitung entlassen und floh über Großbritannien in die Schweiz und später in die USA.
Nach 1945 wurde er in der Amerikanischen Zone Deutschlands stellvertretender Chefredakteur der Neuen Zeitung. Er ging 1948 als Auslandskorrespondent der deutschen Illustrierten Quick in die USA. Dort arbeitete er außerdem als Kolumnist für die deutschsprachige New Yorker Staatszeitung und Herold. 1959 wurde er zusätzlich USA-Korrespondent der neu gegründeten Wiener Kronen-Zeitung. Im Alter lebte Steiner ab 1979 in München.
Im Jahr 1966 erhielt Steiner das Große Ehrenzeichen der Republik Österreich.

## Schriften
- Körpersport-Kalender. Wien, 1920
- Internationales Fußball-Adressbuch. Wien, 1923
- Reisetagebuch im Fußballfieber : Das Londoner Wunderspiel. Originalberichte von Arthur Steiner. Wien, 1932
- New York. Weltstadt des Wissens. Hamburg, 1959
- Englisch, wie es nicht im Wörterbuch steht. Frankfurt am Main : Scheffler, 1961
- Amerikanisch, wie es nicht im Wörterbuch steht. Frankfurt am Main : Scheffler, 1966